# Saperna slobidka
| Saperna slobіdka Саперна слобідка | Saperna slobіdka Саперна слобідка |
| Blick auf die Sapjornaja slobodka | Blick auf die Sapjornaja slobodka |
| --------------------------------- | --------------------------------- |
| Ortsteil von                      | Kiew                              |
| Rajon                             | Holossijiw                        |

Die Saperna slobіdka (russisch Сапёрная слободка Sapjornaja slobodka, ukrainisch Саперна слобідка; übersetzt Pionier-Vorstadt) ist ein historisches Stadtviertel der Stadt Kiew am linken Ufer des Dnepr südlich des Tals der Lybed. Begrenzt wird sie durch die Trasse der Südwestbahn, das Bussowoje Polje, den Kahlen Berg, den Zimbaliw Jar, den Dobryj Schljach und den Prospekt der Wissenschaften.

## Geschichte
| \| Saperna Slobіdka \| |
| Lage der Vorstadt      |
| Saperna Slobіdka       |

Die Saperna Slobіdka entwickelte sich ab den 1840er Jahren, als in diesem Gebiet die Familien des Sappeurbataillons der Kiewer Garnison niederließen. Das Lager der Pioniertruppen – die Kasernen entstanden erst später – befand sich auf dem gegenüberliegenden Ufer der Lybed auf dem Schwarzen Berg. Als Sappeure wurden zur damaligen Zeit Festungspioniere bezeichnet, eine Sloboda oder Slobodka war in Russland eine Siedlung im Umkreis einer Stadt, deren Bewohner von Steuern und Abgaben befreit waren und in der sich meist Angehörige eines bestimmten Berufszweiges ansiedelten. Die Stationierung des Sappeurbataillons steht im Zusammenhang mit dem Ausbau der Petschersker Festung, hier insbesondere des Baus der Swerinezki-, Hospital- und Lysogorski-Befestigungen.
Die Vorstadt nahm ursprünglich nur einen relativ schmalen Streifen zwischen der Saperno-Slobodskaja-Straße und der Karewski-Straße (heute Feodosіjski-Straße) ein.
Zum Ende des 19. Jahrhunderts verlor die Kiewer Festung ihre militärische Bedeutung. Damit begann der Zuzug weiterer Stadtbewohner. Die Slobіdka dehnte sich in südlicher Richtung bis zur Strategischen Chaussee aus. In den 1940er und 1950er Jahren wuchs das Stadtviertel weiter in südliche Richtung bis zur Melitopoler- und zu Irtyscher- (jetzt Teterіwska-) Straße.
DieSaperna Slobіdka gehörte lange Zeit administrativ nicht zur Stadt Kiew, erst 1918 erfolgte die Eingemeindung.
Seit der ab den 1980er Jahren begonnenen Modernisierung des Stadtviertels wurde die historische Bausubstanz fast vollständig abgerissen und durch mehrstöckige Wohnbauten ersetzt. Reste der ursprünglichen Bebauung sind noch in der Litauischen, der Swaljawski- und der Stanislaw-Lem-Gasse erhalten geblieben.

An das historische Stadtviertel erinnert immer noch der Name der Hauptverkehrsstraße, die Saperno-Slobodskaja-Straße heißt.

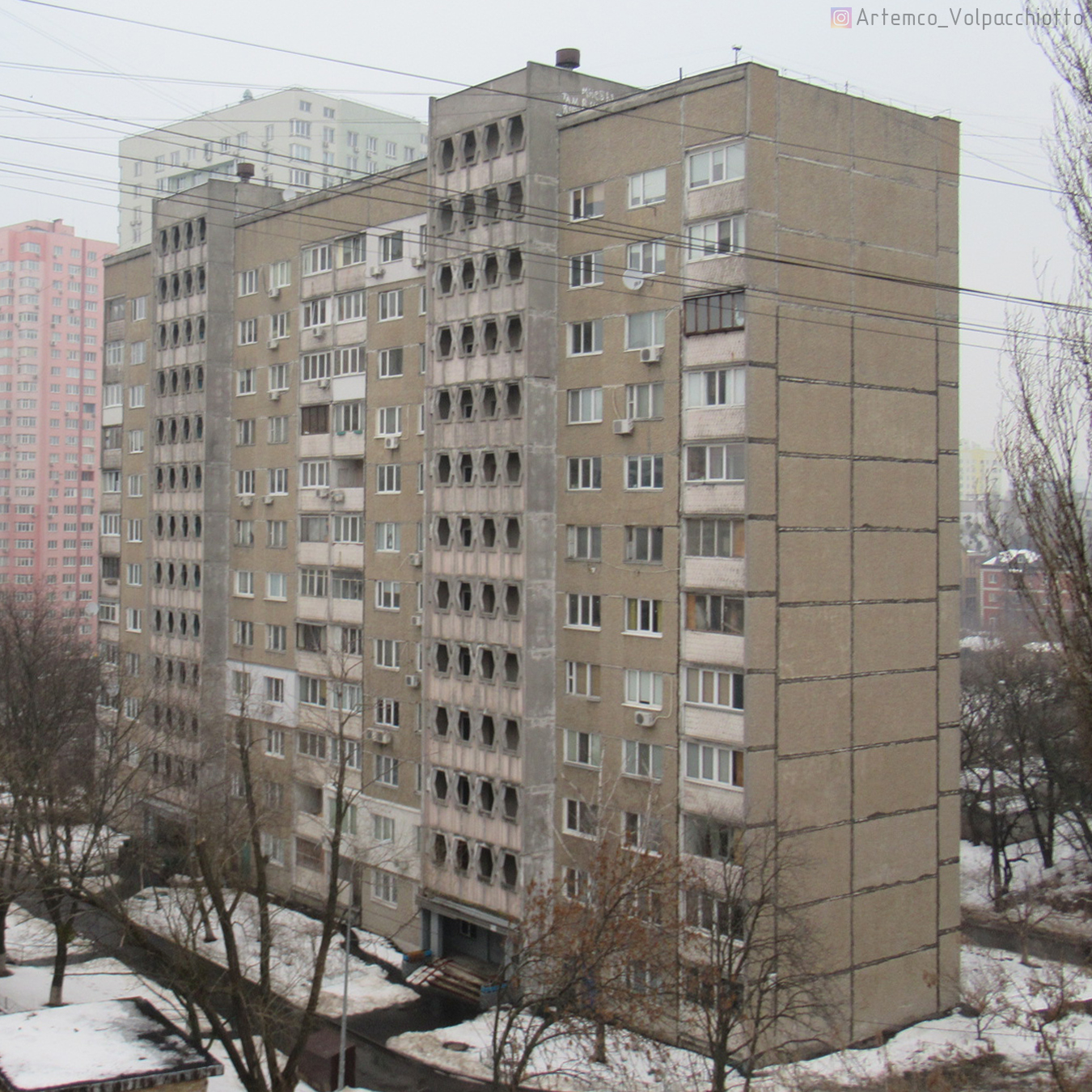
Hochhäuser aus sowjetischer Zeit
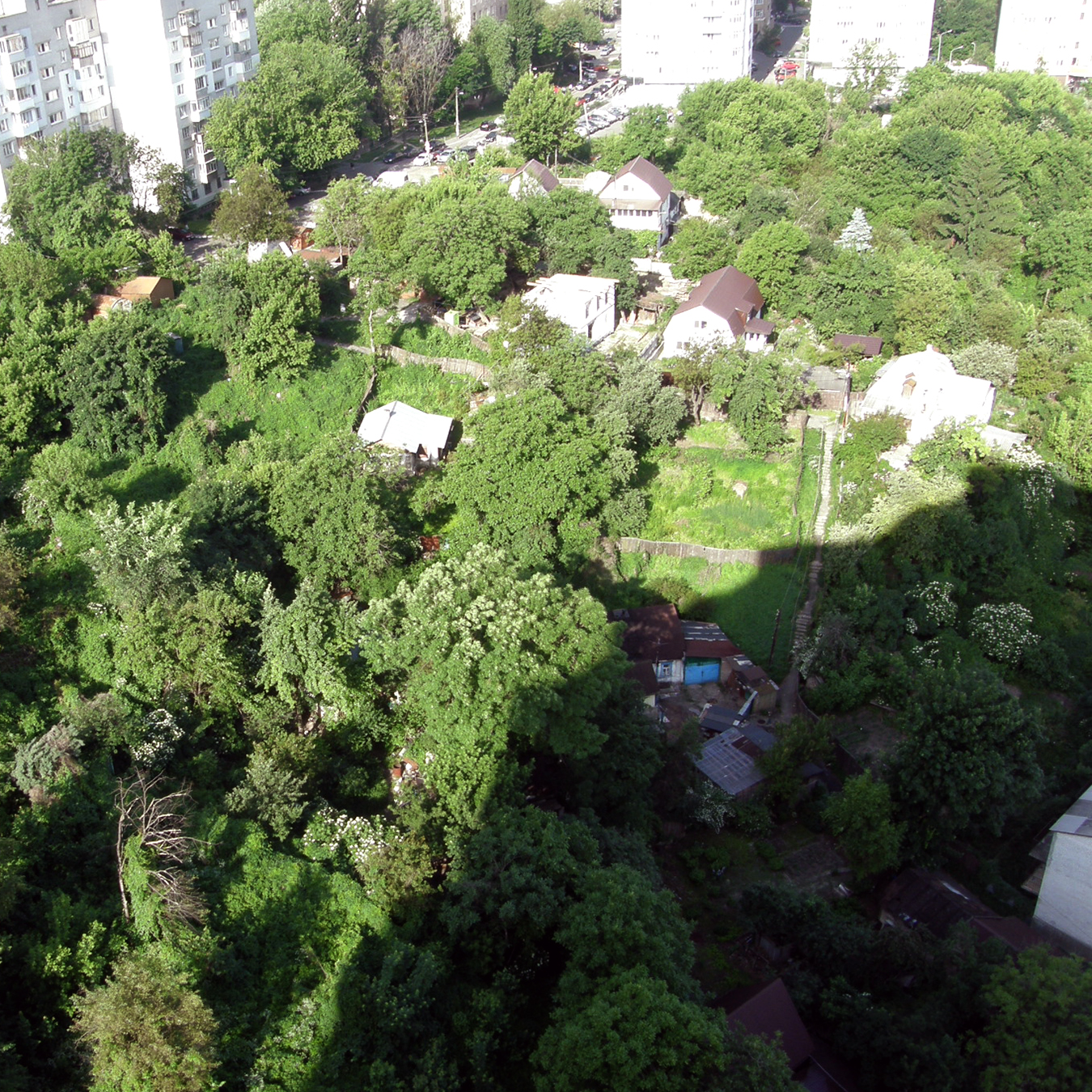
Reste der ursprünglichen Bebauung an der Litauischen Gasse
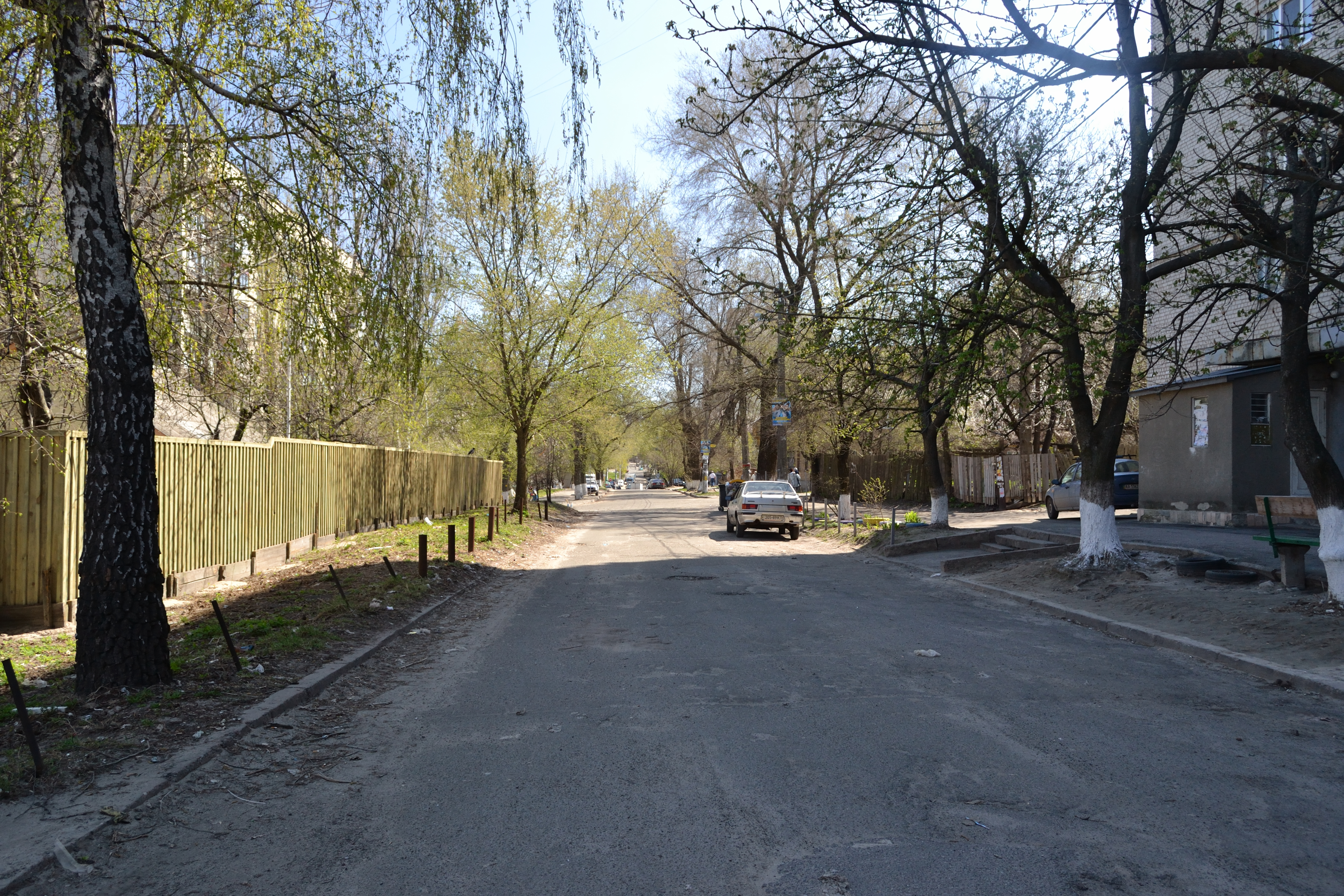
Strategische Chaussee
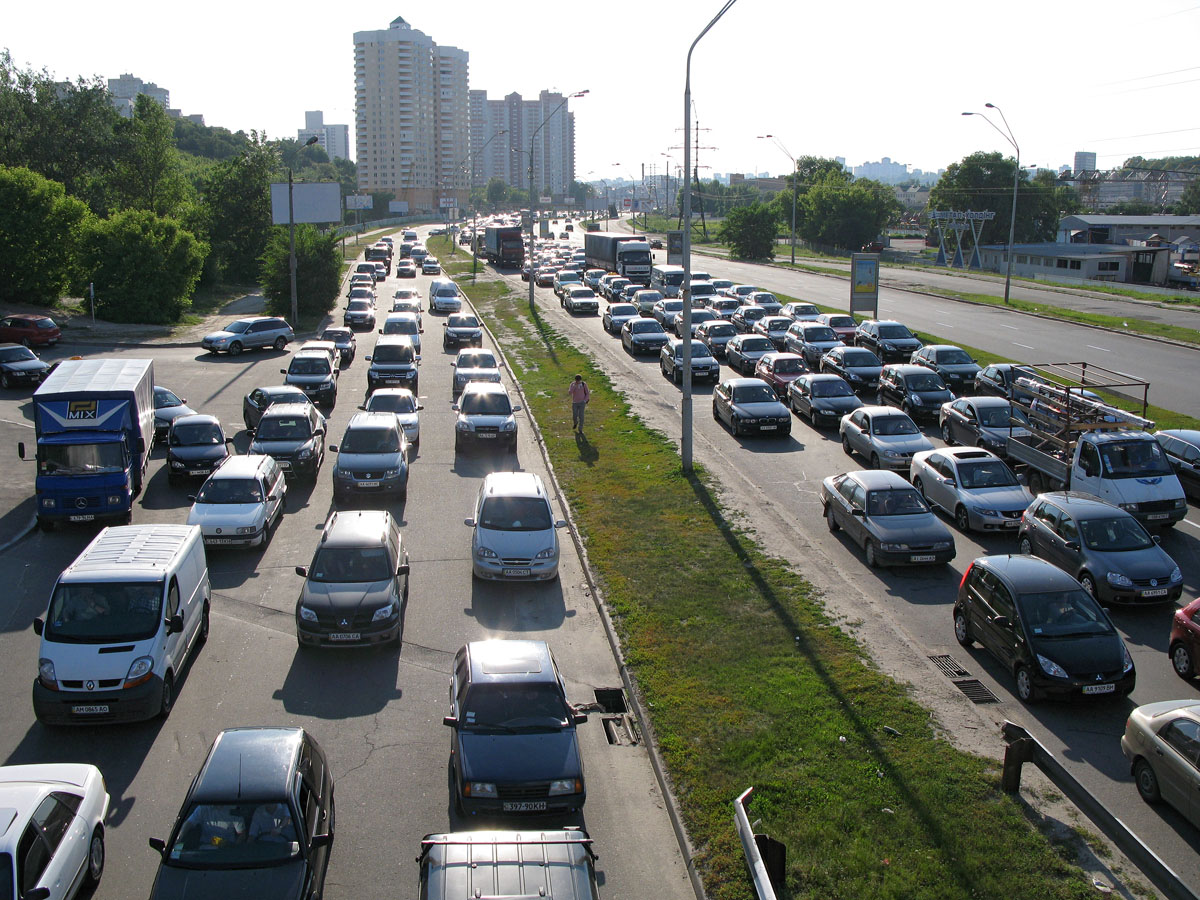
Saperno-Slobodskaja-Straße
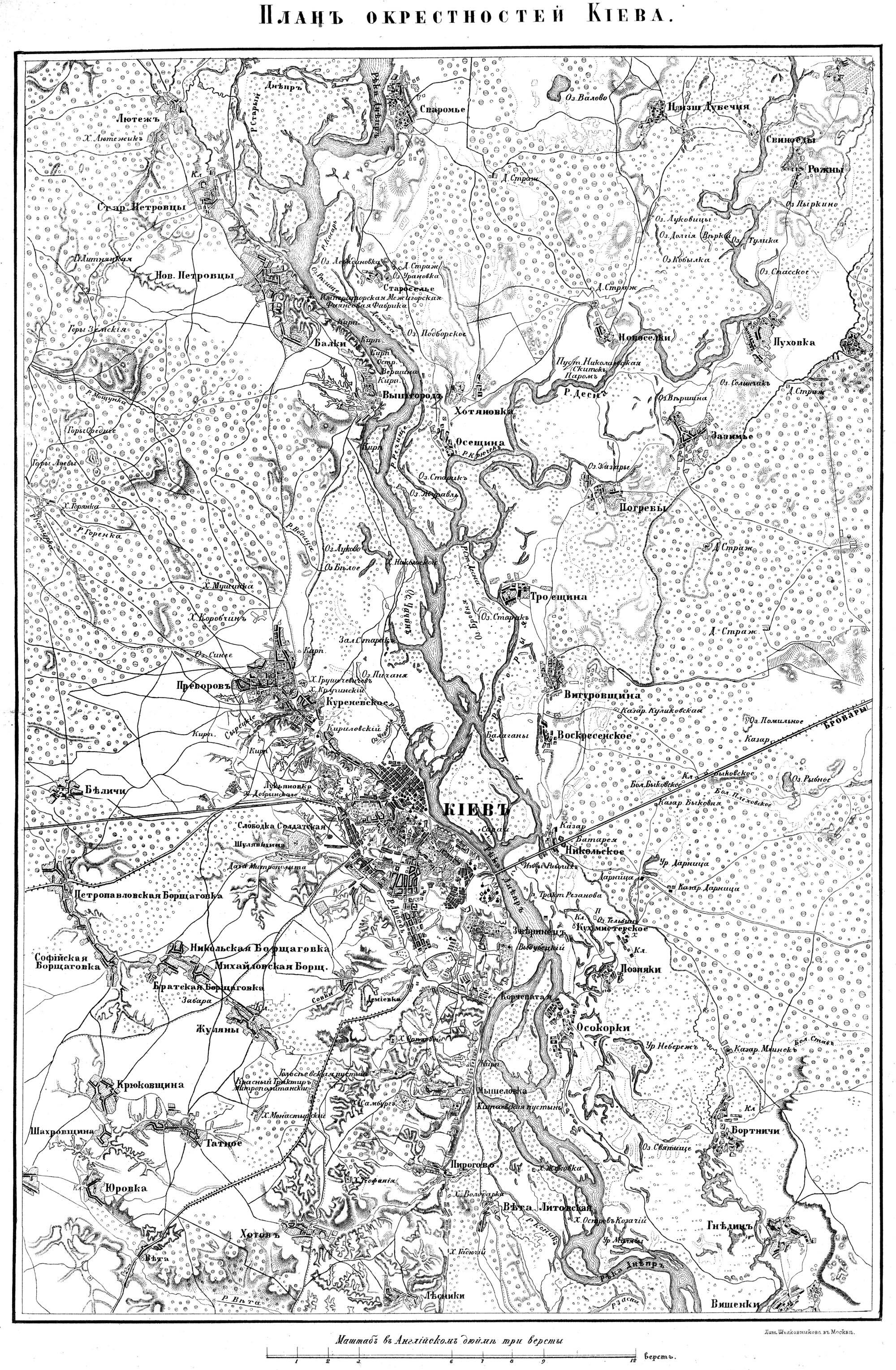
Stadtplan von 1850, das Gebiet der heutigen Slobodka ist noch nicht besiedelt.
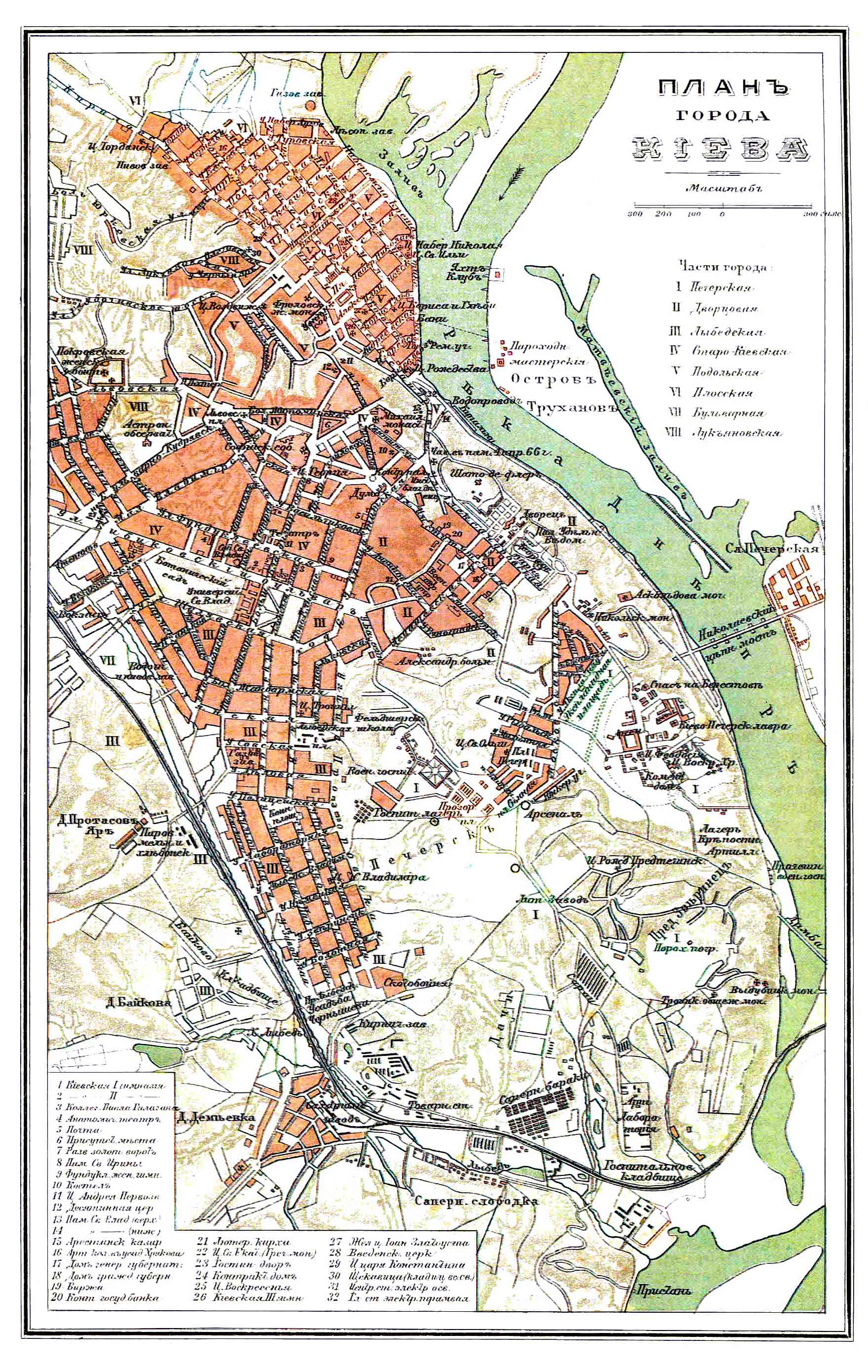
Stadtplan um 1900 aus der Jüdischen Enzyklopädie von Brockhaus und Efron; die Slobodka befindet sich zentral im unteren Teil der Karte.
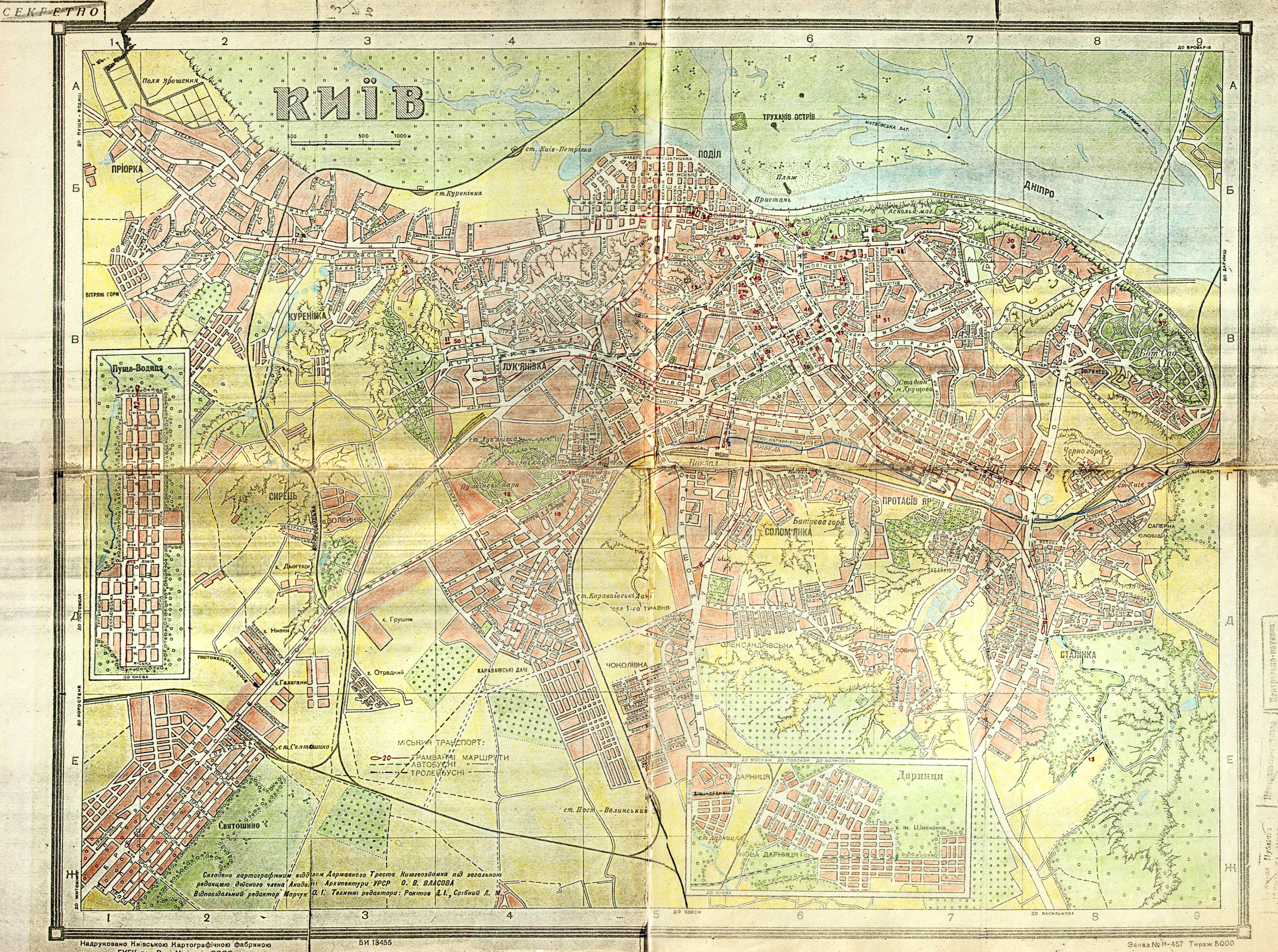
Stadtplan von 1947, die Slobodka hat sich deutlich nach Süden ausgedehnt